# Округ Каскејд (Монтана)
Каскејд (енгл. Cascade County) је округ у америчкој савезној држави Монтана.

## Демографија
По попису из 2010. године број становника је 81.327, што је 970 (1,2%) становника више него 2000. године.
| Група             | 2000.          | 2010.          |
| Белци             | 71.880 (89,5%) | 71.100 (87,4%) |
| Афроамериканци    | 900 (1,1%)     | 1.010 (1,2%)   |
| Азијати           | 652 (0,8%)     | 684 (0,8%)     |
| Хиспаноамериканци | 1.949 (2,4%)   | 2.711 (3,3%)   |
| Укупно            | 80.357         | 81.327         |